# 川端家長
川端 家長 （かわばた いえなが）は、安土桃山時代の武将。浦上氏、宇喜多氏の家臣。
当初は備前国の浦上宗景に仕えていたが、浦上氏滅亡後は宇喜多直家に従属した。佐良山城・室尾城の守備を担う。
天正11年（1583年）、毛利氏の草苅重継に敗れ城から撤退した。その後、知行1,600石・本丸御番衆並びに鉄砲頭を務めたという。